# Sabins

Principales communautés sabines en jaune.

Les Sabini en latin classique (Σαϐῖνοι) en grec ancien, et Sabins en français sont un peuple italique du groupe osco-ombrien, établi en Italie centrale, au Nord-Est de Rome, à l'époque archaïque.
Leur capitale était Reate, et leur zone de peuplement correspond à la Sabine, comprise à peu près entre le Tibre supérieur, la Nera et les Apennins, correspondant aujourd'hui à la province actuelle de Rieti et à la région limitrophe de l'Aterno supérieure dans la province de L'Aquila.
Un autre peuple appelé Sabini durant l'Antiquité, vivait dans la Valle Sabbia en Gaule cisalpine.

## Localisation
Les Sabins ont pour voisins, au nord et à l'ouest les Ombriens et les Étrusques ; au nord-est, les Picènes dont ils sont séparés par la crête principale des Apennins ; à l'est, les Vestins, au sud les Marses et les Èques et au sud-ouest, les Latins.
Les monts Sabins séparent la Sabine en deux, avec à l'est Reate, Amiternum, et à l'ouest Cures Sabini, Eretum, Trebula Mutuesca.
Leur sanctuaire fédéral est situé au Lucus Feroniæ, dans l'Ager capenas.

## Ethnonymie

Diffusion de la langue osque, les Sabins font partie du groupe osco-ombrien.

Les Sabins sont directement issus de la migration des anciens Ombriens[réf. nécessaire] et appartiennent au même groupe ethnique que celui des Samnites, comme en témoignent l'ethnonyme σαφινείς / saphineis et les toponymes saphinim et saphina (à l'origine des termes Samnium et Sabine).
Quant à l'étymologie possible du nom, Pline écrit : « Les Sabins, selon certains, s'appellent Sebini à cause de leur religiosité et de leur piété » et renvoie au verbe grec sébomai qui signifie « vénérer », « honorer ».
Une autre explication de l'étymologie du nom est la racine indo-européenne « *s(w)ebh(o)- », qui est aussi à l'origine du mot germanique « sibja » (parenté de sang), ancêtre de l'anglais sib (première partie du mot sibling) et apparenté à l'ancien terme indien « sabh » (assemblée, congrégation, société). Ce serait l'équivalent du mot ἔθνος / éthnos signifiant « gens de même origine ».

## Histoire

### Origine
Parmi les récits légendaires, Plutarque et Denys d'Halicarnasse expliquent l'absence de murs défensifs dans les villes sabines par leur vaillance, liée à une possible origine spartiate,. Denys d'Halicarnasse mentionne que les Sabins furent en guerre avec les Aborigènes, après que ceux-ci eurent attaqué leur capitale Lista et contraint les Listiens à se réfugier à Reate. Les Aborigènes migrèrent alors vers le Latium vetus, où ils se mélangèrent avec d'autres groupes, créant ainsi le peuple des Latins.
Les peuples italiques historiquement attestés, comme les Ombriens, Volsques, Samnites, Marses et Sabins, appartenaient tous au groupe osco-ombrien des populations indo-européennes installées en Italie, après une migration terrestre du Nord vers le Sud, le long de la crête des Apennins : ils s'y installent plus ou moins en même temps que les Latins.
Une autre hypothèse sur l'origine des Sabins se trouve dans une ancienne coutume des peuples italiques, que les Sabins ont appliquée : celle du ver sacrum. Cette pratique consiste à vouer tous les hommes nés la même année au dieu Mars et une fois l'âge de vingt ans atteint, ils doivent quitter leurs terres et leurs foyers pour aller fonder de nouvelles localités. Strabon écrit ainsi que « les Sabins ont mené une longue guerre contre les Ombriens. Tous les enfants nés pendant ce temps consacré à Arès devaient, comme les jeunes Spartiates durant leur cryptie, vivre en bandes sur le pays, à l'écart de leurs familles. Un aurochs vint se reposer à Opici : les Sabins le capturèrent et leurs devins le sacrifièrent à Arès, qui le leur avait donné pour les guider ».
La vente du sel, transporté du gué du Tibre jusqu'à la Sabine, nécessite la création de la Via Salaria, qui joue un rôle essentiel dans la naissance de Rome au point de traversée de la Via Campana, près du Forum Boarium et du gué de l'île Tibérine.

### DuVIIIe–VIesièclesav. J.-C.

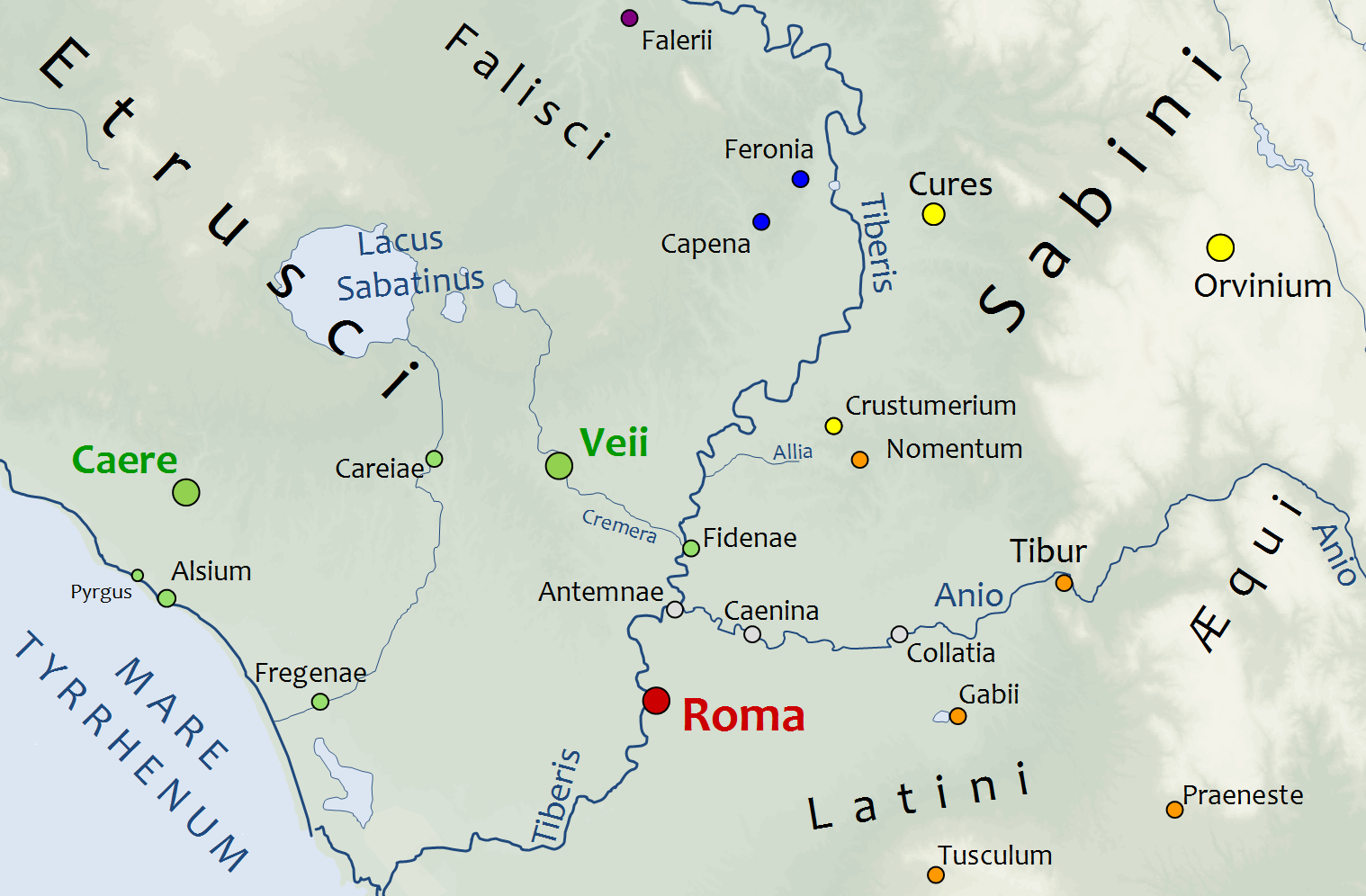
Carte du Latium vetus à l'époque de la royauté romaine.

La mythologie romaine mentionne les premiers contacts entre les Sabins et les ancêtres des futurs Romains sur les plages du Latium, après l'épisode du cheval de Troie et l'arrivée des Troyens ayant fui leur ville. Clausus, le jeune prince et chef des Sabins (et fondateur de la future gens Claudia), soutient Turnus, roi des Rutules, dans sa lutte contre les colons Troyens d'Enée.
Les premiers contacts avec les Romains ont lieu immédiatement après la fondation de Rome, qui suit de peu l'épisode de l'enlèvement des Sabines, cause de la bataille du lacus Curtius qui s'ensuit. Cette bataille se termine par un traité de paix entre les rois respectifs, Romulus et Titus Tatius, qui règnent ensemble pendant cinq ans sur l'Urbs et par l'installation d'une communauté de Sabins sur la colline du Quirinal.
Ce récit traditionnel semble sublimer la réalité historique, où la recherche continue de pâturages dans les plaines pousse les Sabins à s’imposer dans le Latium, puis à entrer en concurrence avec les Romains. L'installation des Sabins sur la colline du Quirinal divise les Latins, installés sur la colline voisine du Palatin. Ces deux collines sont séparées la petite plaine humide où s'élèvera le futur Forum romain.
Dans les premiers temps de son histoire, Rome est marquée par la fusion d'éléments divers dont des Sabins et des Latins, comme peut l'attester l'origine sabine de deux des quatre premiers rois de Rome, Numa Pompilius et Ancus Marcius, ainsi que le nom des Tities attribué à l'une des tribus d'origine, sur laquelle Romulus lui-même aurait réalisé la première subdivision politique de la ville.
|                                                       |
| Détail d'une fresque de Giovanni Francesco Romanelli. |

|                                           |
| Sculpture du XVIe siècle par Giambologna. |

|                                                |
| Peinture réalisée par Nicolas Poussin en 1634. |

|                                                |
| Peinture du XVIIe siècle de Hans Jordaens III. |

|                                                    |
| Peinture de 1799 réalisée par Jacques Louis David. |

|                                                           |
| Peinture réalisée par Francisco Pradilla y Ortiz en 1874. |

Le nom de certaines des plus anciennes gens romaines, tels que les gens Curtia, les Curtii, les Pompilii, les Marcii et les Claudii, sont également d'origine sabine.
Sur le plan militaire, les conséquences de l'association des Latins avec les Sabins à Rome sont rapides : leur apport permet de doubler l'effectif de l'armée romaine qui atteint 6 000 fantassins et 600 cavaliers. En ce qui concerne les patres, les 100 patriciens romains côtoient désormais 100 patres d'origine sabine. Romulus prend également la décision d'adopter l'usage du bouclier de type sabin, abandonnant celui de type argive, et modifie l'armure romaine.
Même après l'épisode de l'enlèvement des Sabines et après que Titus Tatius a rejoint les Romains à Rome, les conflits sporadiques entre Latins et Sabins ne cessent pas. Durant l'un de ces conflits, il faut toute l'adresse militaire de Tarquin l'Ancien pour permettre aux Latins de repousser l'attaque des Sabins, après des combats sanglants dans les rues de Rome. La défaite sabine amène de nouveaux territoires en la possession de Rome. Par ailleurs, la politique d'expansion romaine au détriment des peuples voisins se poursuit également sous le règne de Servius Tullius, où il faut faire état de nombreux affrontements entre Romains (y compris d'origine sabine) et Sabins insoumis.
Au début de la République romaine, en 504 av. J.-C., le Sabin Attius Clausus décide de quitter la Sabine pour vivre à Rome, avec plus de 5 000 clients. Pour cette action, Attius Clausus reçoit la citoyenneté romaine et son nom devient Appius Claudius Sabinus Inregillensis, et ses clients obtiennent également la citoyenneté romaine, en plus de l'acquisition de titres de propriété sur la rive opposée de la rivière Anio. Les clients d'Attius, ainsi que d'autres Sabins qui le rejoignent, intègrent la gens Claudia. Par ailleurs, Attius Clausus obtient le rang de sénateur, qui lui permet d'exercer une influence considérable dans sa nouvelle patrie. La même année, le célèbre Publius Valerius Publicola, ami du peuple et d'origine sabine, célèbre un triomphe pour avoir vaincu les Sabins insoumis.

### DuVe–IIIesièclesav. J.-C.

Carte du latium vetus au V. Véies, allié des Sabins, se situe au nord-ouest de Rome.

Au cours des premières années du régime républicain, Rome est engagée dans une série de conflits qui l'oppose aux Sabins insoumis, aux Aurunces, aux Volsques et aux Èques.
À partir de leur région d'origine la Sabine, les Sabins non-romanisés poursuivent au Ve siècle av. J.-C. leur pression sur le Latium, avec des raids dans la zone située entre le Tibre et l'Anio, en tentant de profiter des moments difficiles de la République romaine et en s'alliant aux autres populations italiennes qui résistent à l'emprise de Rome. En 503 av. J.-C., selon les Fasti triumphales, le consul romain Publius Postumius Tubertus reçoit une ovation pour fêter une victoire contre les Sabins.
En 494 av. J.-C., les Sabins sont défaits par les Romains menés par le dictateur Manius Valerius Volusus Maximus, qui remporte un triomphe lors de cette victoire. En 475 avant J.-C., les Sabins s'allient avec les habitants de Véies, qui quelques années auparavant avaient vaincu les Fabii lors de la bataille du Crémère. La bataille de Véies qui s'ensuit, est une nouvelle victoire des Romains, dirigés par le consul Publius Valerius Publicola.
En 468 av. J.-C., les Sabins pillent violemment les territoires de Crustumerium, arrivant jusqu'à la Porte Colline à Rome. En réponse à cette attaque sabine, les Romains menés par le consul Quintus Servilius Priscus organisent une campagne militaire qui ravage le territoire sabin et ramène un butin encore plus grand que celui pris par les Sabins,.
Les Sabins continuent à faire de nombreuses descentes dans le Latium jusqu'au milieu du Ve siècle av. J.-C. avec notamment le raid de 460 av. J.-C. d'un chef sabin qui se serait emparé du Capitole, et c'est l'armée latine d'un dictateur tusculan qui libère la colline,.
En 449 av. J.-C., pour le consul Marcus Horatius Barbatus, un triomphe est décrété (le premier à être décrété par le peuple romain) pour avoir réussi à repousser l'armée sabine. Après 448 av. J.-C., les pillages sabins ne sont plus mentionnés.
Toutefois pour l'historien allemand Karl Julius Beloch, l'armée romaine commandée par le consul Publius Sulpicius Saverrio remporte encore en 304 av. J.-C. une victoire sur les Sabins de Trebula Mutuesca, ville située sur la route entre Cures Sabini et Reate, mais use de mansuétude : ses habitants reçoivent le droit de cité romaine l'année suivante. Ce succès romain permet au consul d'obtenir un triomphe. Les villes de Cures Sabini et d'Eretum sont probablement conquises ou bien assimilées par les Romains à la même époque.
En 290 av. J.-C., après avoir eu raison de la dernière résistance des Samnites, l'armée romaine menée par le consul Manius Curius Dentatus, se tourne avec son armée vers les derniers Sabins non-assimilés, pour consolider l'expansion de l'État romain vers la côte adriatique, afin d'empêcher à l'avenir les liens entre les peuples du nord de la péninsule italique et ceux du sud, comme ce fut le cas avec la ligue gallo-étrusco-italique qui avait créé de nombreux problèmes à la République romaine.
Après quinze ans de guerre (entre 304 et 290 av. J.-C.) et de nombreuses campagnes victorieuses menées par les Romains (en 304, 299, 298, 296, 295 et 293 av. J.-C.), Manius Curius Dentatus entre profondément dans le territoire des Sabins entre la Nera, l'Anio et les sources du Velino jusqu'à la mer Adriatique. De grands territoires dans la plaine de Reate et d'Amiternum sont confisquées et distribuées aux Romains, tandis que les populations locales se sont vu offrir la citoyenneté romaine mais sans droits civils, la civitas sine suffragio.
L'assimilation des Sabins est dès lors très rapide, d'autant que dès 268 av. J.-C. la citoyenneté romaine est accordée, et en 241 av. J.-C., ils sont inclus dans deux nouvelles tribus romaines : la Quirina et la Velina.

## Société
Plusieurs gens romaines ont, selon l'historien Tite-Live, des origines sabines :
- la gens Valeria (nomen : Valerius), qui semble avoir eu comme ancêtre un Volusus ou Valesus, qui serait venu de Sabine à Rome avec Titus Tatius[34] ;
- la gens Claudia, qui aurait eu comme ancêtre le légendaire Clausus, allié à Turnus dans le conflit avec les Troyens d'Enée[8] ;
- la gens Hostilia, qui aurait comme ancêtre Hostus Hostilius, compagnon de Romulus et grand-père de Tullus Hostilius[35] ;
- la gens Pompilia, à laquelle appartient Numa Pompilius, second roi de Rome ;
- la gens Marcia, à laquelle appartient Ancus Marcius, quatrième roi de Rome.

Les femmes sabines sont réputées pour être des modèles d'honnêteté et de prudence, comme l'écrit Horace dans les Épodes.

### Villes
Pline l'Ancien donne une liste des villes sabines.
Pline l'Ancien cite Nomentum parmi les villes de Sabine, mais pour Denys d'Halicarnasse il s'agit d'une colonie d'Albe la Longue, alors latine, dans le territoire sabin.
Cures Sabini est l'une des villes les plus importantes, résidence de Titus Tatius et ville d'origine de Numa Pompilius, deuxième roi de Rome.
Le territoire sabin comprend également Amiternum, dont la fondation est antérieure à celle de Rome et qui est restée indépendante jusqu'à la fin des guerres samnites, et Antemnae, prise par les Romains mené par Romulus, à la suite de l'enlèvement des Sabines.
Lista est une ville conquise sur les Aborigènes, qui tentent à plusieurs reprises de reprendre leur capitale mais sans rencontrer de succès.
Au sujet de Caenina, l'une des premières villes conquises par Romulus à la suite des guerres provoquées par l'enlèvement des Sabines, les auteurs classiques ne sont pas d'accord pour savoir s'il s'agit d'une ville sabine ou latine, ou encore une colonie d'Albe-la-Longue.

## Religion

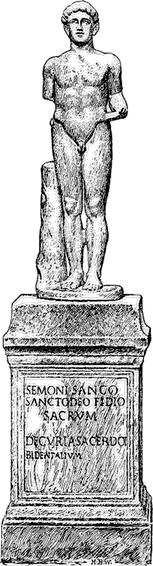
Statue de Semo Sancus devant l'église du Quirinal.

La divinité principale des Sabins est la déesse Vacuna, identifiée comme la divinité des champs et de la nature et la personnification de la victoire.
Pour le roi sabin Titus Tatius, du moins à l'époque où la colline du Quirinal est habitée par les Sabins, toute une série de cultes sont rapportés, puis plus tard assimilés par les Romains. Parmi ceux-ci :
- les Sodales Titii créés pour préserver les rites sabins[38], ou selon une autre version, par Romulus, pour transmettre le culte de Titus Tatius divinisé[39] ;
- le culte de Quirinus est d'origine sabine, puis est repris par les Romains : il s'agit du premier temple érigé sur la colline du Quirinal ;
- le culte de Flore, la déesse romaine de la floraison des céréales[40] et d'autres plantes utiles à l'agriculture, ainsi que celui d'Ops, divinité de la terre et de l'abondance, sont introduits à Rome par Titus Tatius[41]. Un temple dédié à Flore construit sur le Quirinal constitue un élément supplémentaire de l'historicité de la présence des Sabins à Rome ;
- la fondation du sanctuaire de Semo Sancus Dius Fidius consacré au dieu sabin Semo Sancus, protecteur des serments ;
- le culte de Luna, l'une des douze divinités vitales pour l'agriculture[41].

Le sanctuaire dédié à Féronie à Lucus Feroniae, à la frontière entre les territoires des Latins, des Capénates et des Sabins, est fréquenté par ces derniers jusqu'à l'époque de Tullus Hostilius.
D'origine sabine, les Ludi Saeculares sont une célébration religieuse qui implique des sacrifices et des représentations théâtrales. Elles duraient trois jours et trois nuits et marquaient la fin d'un saeculum (siècle) et le début du suivant. Selon la mythologie romaine, les Ludi Saeculares proviennent de Valesius, ancêtre de la gens Valeria, gens d'origine sabine qui réalise les premiers rituels de la célébration pour le rétablissement miraculeux de leurs enfants,.
Strena, symbole de la nouvelle année, de la prospérité et de la chance, et Vitule, déesse de la joie, sont d’origine sabine. Chez les Sabins, le culte du dieu Poemonio est attesté, cité dans la Pietra di Scoppito, culte semblable à celui de Pomone, déesse romaine des fruits (Patrona pomorum, « dame des fruits »).

## Langue

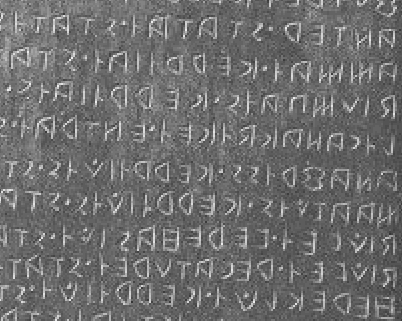
Fragment de la table d'Agnone vers 250 av. J.-C. écrite en langue osque et expliquant les obligations liées au culte de Cérès. L'original est en bronze.

La langue sabine est une variété dialectale d'osque, langue indo-européenne parlée dans la Sabine au Ier millénaire av. J.-C. et classée parmi les langues sabelliques.
De cette langue, il n'y a presque pas de documents épigraphiques, et ceux qui nous sont parvenus jusqu'à aujourd'hui sont très rares. C'est l'une des premières langues italiques à être absorbée par le latin, à la suite de l'assimilation des populations sabines dans l'état romain, dans la première période de la République romaine. Dès l'époque de Varron, dans première moitié du Ier siècle av. J.-C., le sabin était romanisé.

## Annexe

#### Fond antique
- Denys d'Halicarnasse, Antiquité romaine. .
- Eutrope, Abrégé de l’histoire romaine (lire sur Wikisource). .
- Florus, Abrégé de l’histoire romaine (lire sur Wikisource). .
- Plutarque, Vie parallèle, vie de Romulus (lire sur Wikisource). .
- Plutarque, Vie des hommes illustres, vie de Romulus (lire sur Wikisource). .
- Tacite, Annales : livre I (lire sur Wikisource). .
- Tacite, Annales : livre II (lire sur Wikisource). .
- Tite-Live, Histoire romaine (lire sur Wikisource). .
- Valère Maxime, Factorum et dictorum memorabilium. .
- Varron, De lingua latina. .
- Virgile, L’Énéide (lire sur Wikisource). .
- Zosime, Histoire nouvelle. .

#### Ouvrages
- (it) Piero Bocci, Gli Umbri e i Sabini, Arrone, Edizioni Thyru, 2004, 126 p..
- (en) Elizabeth Cornelia Evans, The cults of the Sabine territory, New York, American Academy in Rome, coll. « Papers and monographs of the American academy in Rome » (no 11), 1939, 254 p..
- Annette Flobert (préf. Jacques Heurgon), Histoire romaine, vol. I : Livres I à V, de la fondation de Rome à l'invasion gauloise, Flammarion, 1995, 643 p. (ISBN 978-2-08-070840-3).
- (en) Bonnie MacLachlan, Women In Ancient Rome : A Sourcebook, Londres, Bloomsbury Academic, 2013.
- Theodor Mommsen, Histoire romaine (lire sur Wikisource). .
- (it) Alessandro Nicosia et Maria Cristina Bettini, I Sabini popolo d'Italia : dalla storia al mito, Rome, Gangemi, 2009, 195 p. (ISBN 978-88-492-1416-1).
- Jacques Poucet, Recherches sur la légende sabine des origines de Rome, Louvain-Kinshasa, 1967, 473 p..
- (it) Antonietta Alessia Semioli, Tarpeia e la presenza sabina in Roma arcaica, Rome, Bulzoni, 2010, 221 p. (ISBN 978-88-7870-485-5).
- (it) Maria Carla Spadoni Cerroni, I sabini nell'antichità : dalle origini alla romanizzazione, Reate, D.E.U.I., 2000, 199 p..
- (it) Flaminia Verga, Persistenze ed evoluzione del popolamento in area centro-italica in età antica : il caso del vicus di Nersae, Pise/Rome, F. Serra, 2011, 91 p. (ISBN 978-88-6227-401-2).

#### Articles
- Dominique Briquel, « Tarquins de Rome et idéologie indo-européenne : Tarquin l'Ancien et le dieu Vulcain », Revue de l'histoire des religions, t. 215, no 3,‎ 1998, p. 369-395 (DOI 10.3406/rhr.1998.1132).
- (en) Robert Brown, « Livy's Sabine Women and the Ideal of Concordia », Transactions of the American Philological Association (1974-),‎ 1995, p. 291-319 (DOI 10.2307/284357).
- (it) Domenico Musti, « I due volti della Sabina : sulla rappresentazione dei Sabini in Varrone, Dionigi, Strabone, Plutarco », Dialoghi di archeologia, Quasar, no 2,‎ 1985, p. 77-86 (ISSN 0392-8535).
- Jacques Poucet, « Les origines mythiques des Sabins à travers l'œuvre de Caton, de Cn. Gellius, de Varron, d'Hygin, de Strabon », Études étrusco-italiques, Louvain,‎ 1963, p. 155-225.
- Jacques Poucet, « Romains Sabins et Samnites : Réflexions sur les événements de 304 a. C. n., sur les contacts romano-sabins aux Ve et IVe siècles, sur les triomphes de la gens Sulpicia et sur la valeur des Fastes triomphaux », L'Antiquité Classique, t. 40,‎ 1971, p. 134-155 (DOI 10.3406/antiq.1971.1616).